# راکول-ام‌بی‌بی ایکس-۳۱
هواپیمای راکول-ام‌بی‌بی ایکس-۳۱ (به انگلیسی: Rockwell-MBB X-31)، هواپیمای آزمایشی با قابلیت مانور بالا ساخت مشترک کشورهای آلمان و ایالات متحده است. این هواپیما از سیستم کنترل رانش برداری بهره می‌برد. این برنامه نشان‌دهندهٔ ارزش سیستم رانش برداری همراه با سیستم‌های کنترل پرواز پیشرفته، برای پروازهای کنترل شده در جنگ‌های نزدیک و زاویه‌های حمله بزرگ بود. قدرت مانور بالا برتری بود، که این جنگنده نسبت به دیگر جنگنده‌های معمولی داشت. برنامهٔ تحقیقانی روی ایکس-۳۱ امکان ایجاد اطلاعات فنی برای زاویه‌های حملهٔ بالا را به وجود آورد. این اطلاعات مهندسان و طراحان هواپیما را قادر ساخت، اطلاعات مفیدتری در مورد آیرودینامیک، اثربخشی کنترل‌کننده‌های پرواز و رانش برداری و جریان‌های هوا در زاویه‌های بالای حمله داشته باشند. این آموخته‌ها باعث ایجاد هواپیماهای امن‌تر و با قابلیت مانور بالاتر خواهد شد.

## تاریخچه و آزمایش‌ها
هواپیمای ایکس-۳۱ اولین هواپیمای بین‌الملی از سری ایکس است و زیر برنامهٔ ای‌اف‌ام (مانور پیشرفتهٔ جنگنده‌ها) در سال ۱۹۹۰ به پرواز درآمد.

### اولین پروازها
۲ مدل ساخته شده از ایکس-۲۱ در پالمدیل راکول اینترنشنال، کالیفرنیا و مرکز تحقیقات پرواز درایدن به پرواز درآمدند تا قابلیت مانور بالای جنگنده‌های نسل بعدی را به نمایش بگذارند. برنامه این پروازها از تاریخ ۱۱ اکتبر ۱۹۹۰ آغاز و در ژوئن ۱۹۹۵ به پایان رسید.

### راه‌اندازی دوباره در دهه ۲۰۰۰
این هواپیما پروازهای خود را در ژانویه ۲۰۰۰ را با کمک بوئینگ پلتفرم ورکس، نیروی دریایی ایالات متحده و آژانس دفاعی آلمان و سازمان دفاع هوایی و فضایی اروپا (ای‌ای‌دی‌اس) از سر گرفت. هدف اصلی برنامهٔ وکتور نشان دادن بلند شدن‌ها و فرودهای سریع است و آزمایش پرواز در این برنامه‌ها ۳ مرحله دارد. فاز اول بررسی توانایی‌هایی فنی ایکس-۳۱ بود. این هواپیمای همراه با سیستم رانش برداری پرواز خود را ۱۷ مه ۲۰۰۲، در پایگاه هوایی پاتوکسنت در مریلند از سر گرفت. فاز دوم بررسی نرم‌افزار کنترل پرواز استول، دقت اندازه‌گیر موقعیت سیستم فرود بیکون، رایانه‌های اینس، جی‌پی‌اس و اطلاعات پرواز، خلبان خودکار، عملگرهای استول و سیستم اطلاعات پرواز پیشرفته بود. مرحلهٔ ۳ نشان دادن قابلیت‌های نرم‌افزار استول بر روی باند بود.

### آزمایش‌ها
یک گروه آزمایش‌کنندهٔ بین‌المللی که از ۱۱۰ نفر تشکیل شده بود و توسط آژانس پروژه‌های تحقیقات پیشرفته (آرپا) مدیریت می‌شد، کنترل برنامهٔ پروازهای این هواپیما در پایگاه درایدن ناسا را بر عهده گرفت. آرپا برای انتقال تحقیقات پرواز به این مرکز در فوریه ۱۹۹۲ درخواست داده‌بود. در کنار آرپا و ناسا سازمان آزمایش بین‌المللی شامل نیروی دریایی آمریکا، نیروی هوایی آمریکا، شرکت راکول اینترنشنال، دولت جمهوری فدرال آلمان و شرکت هوافضای دایملر-بنز (با نام قبلی مسراشمیت-بلکو-بلوم و دیچه آیرواسپیس) همکاری می‌کردند. در این پروژه ناسا مسئول اجرای تحقیقات، تعمیر هواپیما و تحقیقات مهندسی پس از انتقال آزمایش‌ها به درایدن بود.
اولین هواپیمای ایکس-۳۱ ساخته شده، در حادثه‌ای در ۱۹ ژانویه ۱۹۹۵ از بین رفت. خلبان آن، کارل هاینز۰لانگ از جمهوری فدرال آلمان، به سلامت خودش را به بیرون پرتاب کرد و هواپیما هم در مکانی بدون جمعبت سقوط کرد.
پروژه ایکس-۳۱ تعداد ۵۸۰ پرواز آزمایشی را انجام داد. که از آن‌ها ۵۵۵ پرواز تحقیقاتی بود و ۲۱ پرواز در اروپا برای نمایشگاه هوایی پاریس انجام گرفت. ۱۴ خلبان از تمامی گروه آزمایشگران این هواپیما را راندند.

## پدال‌های رانش برداری
پدال‌های سه‌گانهٔ رانش برداری که از اپوکسی کربن ساخته‌شده‌اند در نازل اگزوز موتور هواپیما نصب شده‌اند و به جریان هوای خروجی از اگزوز جهت می‌دهند. کنترل بخشی از چرخش هواپیما از بالا به پایین یا از چپ به راست نیز بر عهدهٔ این پدال‌ها می‌باشد. این پدال‌ها تا حرارتی برابر با ۱۵۰۰ درجهٔ سانتی‌گراد که در مواقعی ممکن است وجود داشته باشد، مقاوم هستند. ایکس-۳۱ همچنین از کاناردهای متحرک و طوقه‌های ثابت استفاده می‌کنند. کاناردها سازه‌های بال مانند کوچکی هستند که روی خط بال و بین دماغه و نوک بال نصب می‌شوند. طوقه‌ها روی همان خط ولی بین خط پایانی بال و اگزوز موتور نصب می‌شوند. هر دوی آن‌ها امکان کنترل در شرایط خاص را دارند.

## مانور مونگوز
مانور منوگوز مانوری است که برای اولین بار توسط هواپیمای ایکس-۳۱ انجام شد. این مانور ابتدا با جابه‌جا شدن کامل هواپیما به سمت چپ، سپس وارد کردن هواپیما به بالاترین زاویهٔ حمله و واماندگی که در آن هواپیما برای چندین ثانیه به صورت عمودی در هوا می‌ماند و سپس ایجاد فشار برای بازگشت به حالت استاندارد پرواز. این مانور در پاسخ به مانور کبرای گئورگویچ پوگاچف هواپیمای سوخوی ۲۷ (فلانکر) بود، که در آن این هواپیما مانند ایکس-۳۱ در هوا می‌ایستد و خلبان در زمان ایستادن می‌تواند با دقت بیشتر هدف‌گیری کند.

## نگارخانه

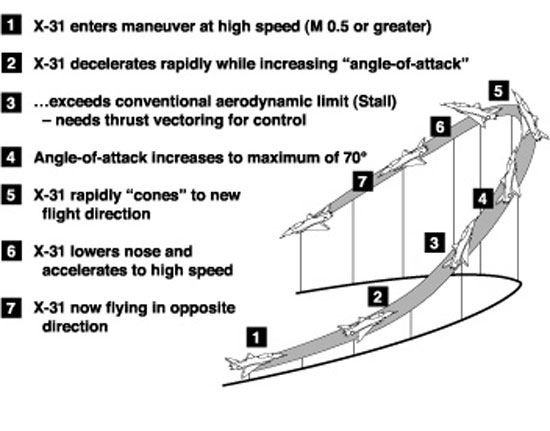
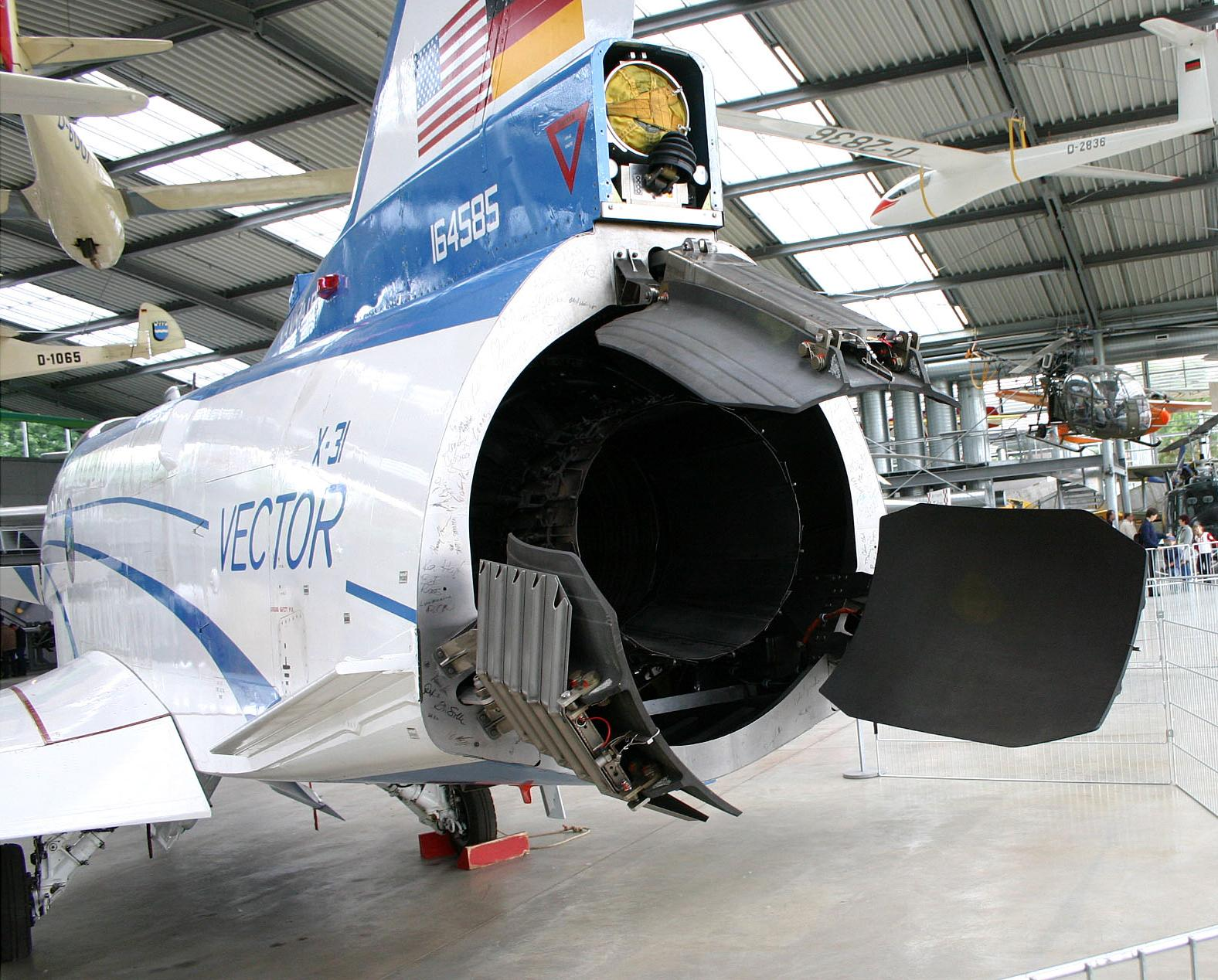